# San Javier de Abajo
San Javier de Abajo är en ort i Mexiko.   Den ligger i kommunen Badiraguato och delstaten Sinaloa, i den västra delen av landet, 1 100 km nordväst om huvudstaden Mexico City. San Javier de Abajo ligger 685 meter över havet och antalet invånare är 284.
Terrängen runt San Javier de Abajo är huvudsakligen kuperad, men åt nordost är den bergig. Runt San Javier de Abajo är det mycket glesbefolkat, med 6 invånare per kvadratkilometer. San Javier de Abajo är det största samhället i trakten. I omgivningarna runt San Javier de Abajo växer huvudsakligen savannskog.